# Nicolae Sazîkin
Nicolae Sazîkin (în rusă Николай Степанович Сазыкин) (n. 1910, Rusia - d. ianuarie 1985, Moscova) a fost un general-locotenent de securitate din Republica Moldova, care a îndeplinit funcția de ministru al afacerilor interne în Guvernul RSS Moldovenești (1940-1941).

## Biografie
Nicolae Stepanovici Sazîkin s-a născut în anul 1910 în satul Kolobovka din Raionul Tsarevsk, Regiunea Astrahan (Rusia), în familia unui țăran. A absolvit studii la Institutul de Economie Națională "G. V. Plekhanov" (1932) și la Institutul de Planificare (1935), obținând titlul științific de doctor în științe tehnice.
Din anul 1928 a lucrat ca agent de filaj al GPU (viitorul NKVD), economist în gulagurile URSS și în Comisia de planificare. În aprilie 1936 este transferat la NKVD-ul din Regiunea Stalingrad, apoi din anul 1937 la Moscova. A avut o ascensiune rapidă în carieră odată cu numirea lui Lavrenti Beria, când au fost arestați foștii conducători ai organelor de represiune soovietice. A ocupat funcții de conducere în Comisariatul Poporului pentru Afaceri Interne.
De la 26 decembrie 1938 a condus Secretariatul Diviziei 2 a NKVD-ului, în perioada ianuarie - august fiind șef-interimar al Secretariatului NKVD. În iunie 1939 a devenit membru al Partidului Comunist din Uniunea Sovietică. Între anii 1939-1946, a fost deputat în Sovietul Suprem al URSS. La 17 august 1939, Sazîkin a fost numit la conducerea NKVD-ului din Regiunea Molotov.
La data de 7 august 1940 Sazîkin a fost transferat în RSS Moldovenească în calitate de comisar al poporului pentru afaceri interne. În această calitate, a ordonat arestări în masă pe teritoriul Basarabiei anexate la URSS. El a insistat asupra soluționării problemelor provocate de "elementele vechi" - adepți ai așa-zisei "românizari" a populației basarabene, fiind vizați foștii oameni politici, în special din Sfatul Țării, care votaseră în 1918 Unirea Basarabiei cu România, foștii ofițeri din armatele țaristă și albă, funcționarii statului român, oamenii avuți, indiferent de naționalitate și religie.
Potrivit informațiilor deținute de serviciile secrete românesti, la data de 18 iulie 1940, în Basarabia au fost arestați cinci foști deputați ai Sfatului Țării, un fost senator, doi foști ofițeri în armata albă și un număr mare de funcționari civili și militari români. Din data de 19 iulie 1941, după eliberarea Basarabiei de către Armata Română, a condus divizia specială de pe Frontul de Sud.
În perioada 25 octombrie 1941 - mai 1943 a fost comandant al Direcției speciale nr. 3 (urmăriri și arestări) din cadrul NKVD. La data de 20 mai 1944 devine comandant adjunct al Diviziei nr. 2 (contrainformații) din cadrul Administrației NKVD de la Moscova, deținând această funcție până în noiembrie 1944 când este transferat ca membru al Biroului Politic al Partidului Comunist din Estonia. În această calitate, a fost însărcinat cu afaceri al NKVD-ului pentru Estonia, organizând deportări în masă din această țară. La 9 iulie 1945 a primit gradul de general-locotenent.
La 27 septembrie 1945, Sazîkin revine la Moscova, ca locțiitor al comandantului Diviziei S al  NKVD-ului, divizie care se ocupa cu culegerea de informații pentru realizarea unor arme nucleare de către URSS. Din mai 1947 Lavrenti Beria l-a numit consilier al Consiliului de Miniștri al URSS pe probleme de noi tehnologii. După moartea lui Stalin, Beria l-a mutat la 12 martie 1953 pe Sazîkin în postul de șef al uneia dintre cele mai importante subdiviziuni ale KGB-ului, Departamentul 4 (control politic). Simultan a devenit membru al conducerii KGB-ului.
După eliminarea lui Beria, la 16 iulie 1953 Sazîkin a fost eliberat din funcție și pentru un timp a fost profesor la Școala de ofițeri a KGB-ului de la Moscova. La 20 noiembrie 1954 este eliminat din serviciul activ al KGB-ului și apoi în anul 1957 este exlus și din PCUS. A lucrat apoi ca funcționar în admnistrația Ministerului Industriei Construcțiilor de Mașini.
Generalul Nicolae Sazîkin a încetat din viață în ianuarie 1985, la Moscova.